# Kosárlabda az 1984. évi nyári olimpiai játékokon
Az 1984. évi nyári olimpiai játékokon a kosárlabdatornákat július 29. és augusztus 10. között rendezték.

## Éremtáblázat
(A rendező ország csapata eltérő háttérszínnel, az egyes számoszlopok legmagasabb értéke vagy értékei vastagítással kiemelve.)
| Az 1984. évi nyári olimpiai játékok éremtáblázata kosárlabdában | Az 1984. évi nyári olimpiai játékok éremtáblázata kosárlabdában | Az 1984. évi nyári olimpiai játékok éremtáblázata kosárlabdában | Az 1984. évi nyári olimpiai játékok éremtáblázata kosárlabdában | Az 1984. évi nyári olimpiai játékok éremtáblázata kosárlabdában | Olimpia  |
| --------------------------------------------------------------- | --------------------------------------------------------------- | --------------------------------------------------------------- | --------------------------------------------------------------- | --------------------------------------------------------------- | -------- |
|                                                                 | Ország                                                          | Arany                                                           | Ezüst                                                           | Bronz                                                           | Összesen |
| 1.                                                              | Egyesült Államok (USA)                                          | 2                                                               | 0                                                               | 0                                                               | 2        |
|                                                                 |                                                                 |                                                                 |                                                                 |                                                                 |          |
| 2.                                                              | Spanyolország (ESP)                                             | 0                                                               | 1                                                               | 0                                                               | 1        |
| 2.                                                              | Dél-Korea (KOR)                                                 | 0                                                               | 1                                                               | 0                                                               | 1        |
|                                                                 |                                                                 |                                                                 |                                                                 |                                                                 |          |
| 4.                                                              | Jugoszlávia (YUG)                                               | 0                                                               | 0                                                               | 1                                                               | 1        |
| 4.                                                              | Kína (CHN)                                                      | 0                                                               | 0                                                               | 1                                                               | 1        |
|                                                                 |                                                                 |                                                                 |                                                                 |                                                                 |          |
| Összesen                                                        | Összesen                                                        | 2                                                               | 2                                                               | 2                                                               | 6        |

## Érmesek

### Férfi torna
| Az 1984. évi nyári olimpiai játékok érmesei férfi kosárlabdában                                                                                            | Az 1984. évi nyári olimpiai játékok érmesei férfi kosárlabdában | Az 1984. évi nyári olimpiai játékok érmesei férfi kosárlabdában | Az 1984. évi nyári olimpiai játékok érmesei férfi kosárlabdában |
| --- | --- | --- | --------------------------------------------------------------- |
| Arany | Ezüst | Bronz |                                                                 |
| Egyesült Államok (USA) | Spanyolország (ESP) | Jugoszlávia (YUG) |                                                                 |
| Steve Alford Patrick Ewing Vern Fleming Michael Jordan Joe Kleine Jon Koncak Chris Mullin Sam Perkins Alvin Robertson Wayman Tisdale Jeff Turner Leon Wood | Fernando Arcega José Manuel Beirán Juan Antonio Corbalán Juan Domingo de la Cruz Andrés Jiménez José Luis Llorente Juan Manuel López Josep Maria Margall Fernando Martín Fernando Romay Juan Antonio San Epifanio Ignacio Solozábal | Dražen Dalipagić Sabit Hadžić Andro Knego Emir Mutapčić Mihovil Nakić Aleksandar Petrović Dražen Petrović Ratko Radovanović Ivan Sunara Branko Vukičević Rajko Žižić Nebojša Zorkić |                                                                 |

### Női torna
| Az 1984. évi nyári olimpiai játékok érmesei női kosárlabdában | Az 1984. évi nyári olimpiai játékok érmesei női kosárlabdában | Az 1984. évi nyári olimpiai játékok érmesei női kosárlabdában | Az 1984. évi nyári olimpiai játékok érmesei női kosárlabdában |
| --- | --- | --- | ------------------------------------------------------------- |
| Arany | Ezüst | Bronz |                                                               |
| Egyesült Államok (USA) | Dél-Korea (KOR) | Kína (CHN) |                                                               |
| Cathy Boswell Denise Curry Anne Donovan Teresa Edwards Lea Henry Janice Lawrence Pamela McGee Carol Menken-Schaudt Cheryl Miller Kim Mulkey Cindy Noble Lynette Woodard | Cshö Ejong (Choi Ae-Yeong) Kim Unszuk (Kim Eun-Suk) I Hjongszuk (Lee Hyeong-Suk) Cshö Gjonghi (Choi Gyeong-Hui) I Midzsa (Lee Mi-Ja) Mun Gjongdzsa (Moon Gyeong-Ja) Kim Hvaszun (Kim Hwa-Sun) Csong Mjonghi (Jeong Myeong-Hui) Kim Jonghi (Kim Yeong-Hui) Szong Dzsonga (Seong Jeong-A) Pak Cshanszuk (Park Chan-Suk) | Cung Hszüe-ti (Cong Xuedi) Csang Huj (Zhang Hui) Csang Jüe-csin (Zhang Yueqin) Csen Jüe-Fang (Chen Yuefang) Cseng Haj-hszia (Zheng Haixia) Csiu Csen (Qiu Chen) Hsziu Li-csüan (Xiu Lijuan) Li Hsziao-csin (Li Xiaoqin) Liu Csing (Liu Qing) Pa Jen (Ba Yan) Szung Hsziao-po (Song Xiaobo) Vang Csün (Wang Jun) |                                                               |